# Ruggell
Ruggell je nejseverněji ležící obcí Lichtenštejnska. Nachází se při hranicích se Švýcarskem a žije zde přibližně 2 300 obyvatel.
První zmínka o obci se objevuje v obchodní smlouvě datované okolo roku 933, oblast byla však osídlena již v době bronzové.
Mezi významné památky patří např. kostel sv. Fridolína.
Narodil se zde fotbalista Martin Büchel (* 1987).